# ラビス駅
ラビス駅 （ラビスえき、マレー語:Labis Railway Station） は、マレーシアのジョホール州ラビスにある、マレー鉄道ウエスト・コースト線の駅である。

## 概要
KTMインターシティの一部の列車が停車する。

## 歴史
- 1909年7月1日 - スガマッ～ジョホール・バル間開業。

## 駅構造
単式ホーム1面1線をもつ地上駅である。駅舎は北東側にあり、ホームに面している。南西側に待避線が1線あり列車交換ができる。